# Thou Shalt Suffer
Thou Shalt Suffer est un groupe de black et death metal norvégien. Il s'agit de l'un des quelques projets parallèles du musicien Ihsahn. Le groupe est initialement formé sous le nom de Dark Device, puis changé en Xerasia et Embryonic, avant d'emprunter finalement le nom de Thou Shalt Suffer. Le groupe est inactif depuis la sortie de son album Somnium en 2000.

## Biographie
Le groupe est initialement formé à une date inconnue sous le nom de Dark Device. En 1990, le groupe change de nom pour Xerasia. Samoth (guitare/batterie), Ihsahn (chant/guitare, et Mortiis (basse), abandonnent ce nom pour Emperor, lorsqu'ils rencontrent Euronymous vers 1991. Thou Shalt Suffer évoluait dans un style plutôt orienté death metal alors que Emperor est devenu un des pionniers du black metal symphonique. Ce changement est la cause de l'influence de Euronymous, qui joue aussi dans Mayhem, groupe de black metal entre 1984 et 1993. Toutefois, Samoth continue dans sa lancée death metal et crée alors le groupe Zyklon avec Trym Torson, batteur de Emperor.
En 1990, le groupe enregistre la démo Rehearsals '90 sous le nom de Xerasia. Puis une nouvelle démo, The Land of the Lost Souls, sous le nom Embryonic. Après un nouveau changement de nom, en 1991, Thou Shalt Suffer enregistre la démo black metal Into the Woods of Belial. Thou Shalt Suffer publie sa compilation Into the Woods of Belial uniquement en Europe aux alentours de 1997. Après quelques années de silence, le groupe revient avec un premier album studio, Somnium en 2000. 
En 2004, Nocturnal Art Productions annonce la réédition de l'album Into the Woods of Belial pour le 12 avril en Europe.

## Membres

### Dernier membre
- Ihsahn (Vegard Tveitan) - chant, guitare, clavier (1991–2000)[1]

### Anciens membres
- Samoth (Tomas Haugen) - guitare (1991)[1]
- Ildjarn (Vidar Vaaer) - basse (1991)[1]
- Thorbjørn Akkerhaugen - batterie (1991)[1]

## Discographie
- 1990 : Rehearsals '90 (sous Xerasia)
- 1990 : The Land of the Lost Souls (sous Embryonic)
- 1991 : Rehearsal (démo)
- 1991 : Into the Woods of Belial (démo)
- 1991 : Open the Mysteries of Your Creation (EP)
- 1992 : The True Black (split avec Mayhem)
- 1997 : Into the Woods of Belial (compilation)
- 2000 : Somnium (album studio)